# Ivan Karačić
Ivan Karačić (Mostar, 25 de mayo de 1985) es un exjugador de balonmano bosnio que jugaba de central. Su último equipo fue el Hapoel Rishon LeZion. Fue un componente de la selección de balonmano de Bosnia y Herzegovina.
Es hermano de Igor Karačić, quien juega con la Selección de balonmano de Croacia. Disputó con la selección el Campeonato Mundial de Balonmano Masculino de 2015.

## Palmarés

### Borac Banja Luka
- Copa de balonmano de Bosnia y Herzegovina (1): 2011

### Meshkov Brest
- Liga de Bielorrusia de balonmano (2): 2014, 2015
- Copa de Bielorrusia de balonmano (2): 2014, 2015

### Maccabi Rishon
- Liga de Israel de balonmano (4): 2017, 2020, 2021, 2023

## Clubes
- HRK Izviđač (2007-2008)
- RK Borac Banja Luka (2008-2012)
- Meshkov Brest (2012-2015)
- HC Minaur (2015-2016)
- Kadetten Schaffhausen (2016)
- Maccabi Rishon LeZion (2016-2024)
- Hapoel Rishon LeZion (2024)